# Кара-Кульджинский район
Кара-Кульджинский район (кирг. Кара-Кулжа району) — район в Ошской области Кыргызстана. Районный центр — село Кара-Кульджа.
Площадь района составляет 5712 км².
Расположен на стыке двух основных горных хребтов: Ферганского и Алайского. Заселенные территории района находятся в высокогорных долинах.

## История
Образован в 1936 году под названием Советский район. В 1962 году упразднён, в 1969 восстановлен. В 1992 году переименован в Кара-Кульджинский район.

## Население
Общая численность населения 88,5 тыс. человек, из них мужчины 44,4 тыс. человек и женщины 44,2 тыс. человек (2007).
По данным переписи населения Кыргызстана 2009 года численность населения района составила 87 691 житель, в том числе киргизы — 87 610 человек или 99,9 %. В районе преобладает традиционное животноводство и выращивание кормовых культур.

## Административно-территориальное деление
Район включает 12 аильных округов (айыл кенеш), в том числе 55 сёл (аилов).
- Алайкууский аильный округ: с. Кек-Арт (центр), Кан-Коргон, Сайталаа, Ара-Булак, Бору-Токой, Желе-Добо;
- Капчыгайский аильный округ: с. Сары-Бээ (центр), Кара-Таш, Терек-Суу, Ничке-Суу;
- Кенешский аильный округ: с. Кенеш (центр), Пор;
- Карагузский аильный округ: с. Джаны-Талаа (центр), Алтын-Кюрек, Джетим-Дебе, Калматай, Кара-Джыгач, Насирдин;
- Кара-Кочкорский аильный округ: с. Кара-Кочкор (центр), Ак-Кыя, Кашка-Джол, Сары-Булак;
- Кара-Кульджинский аильный округ: с. Кара-Кульджа (центр), Бий-Мырза, Первое Мая, Сары-Камыш;
- Кызыл-Жарский аильный округ: с. Кызыл-Джар (центр), Кайын-Талаа, Коо-Чаты, Терек, Чычырканак, Куйоташ;
- Ылай-Талинский аильный округ: с. Ылай-Талаа (центр), Сай, Шаркыратма, Жылкол, Сары-Таш;
- Ой-Талский аильный округ: с. Ой-Тал (центр), Кондук;
- Сары-Булакский аильный округ: с. Сары-Булак (центр), Кара-Булак, Конокбай-Талаа, Кызыл-Булак, Сары-Кюнгей, Тегерек-Саз, Тогуз-Булак;
- Чалминский аильный округ: с. Токбай-Талаа (центр), Буйга, Беш-Кемпир, Орто-Талаа;
- Кашка-Жолский аильный округ: с. Джаны-Талап (центр), Жийде, Октябрь, Тоготой, Ынтымак.